# 多爾戈耶湖 (奧波奇卡區)
56°40′09″N 28°34′38″E / 56.66917°N 28.57722°E
多爾戈耶湖（俄语：Долгое），是俄羅斯的湖泊，位於該國西北部，由普斯科夫州負責管轄，處於奧波奇卡區，面積1平方公里，集水區面積2.6平方公里，平均水深3米，最大水深5米。